# Actenicerus sjaelandicus
Actenicerus sjaelandicus är en skalbaggsart som först beskrevs av Müller 1764.  Actenicerus sjaelandicus ingår i släktet Actenicerus, och familjen knäppare. Arten är reproducerande i Sverige.